# Leptotyphlops keniensis
Leptotyphlops keniensis — вид змій родини струнких сліпунів (Leptotyphlopidae). Мешкає в Кенії і Танзанії.

## Поширення і екологія
Leptotyphlops keniensis мешкають на вершинах гір Кенія в Кенії та Кіліманджаро в Танзанії. Вони живуть у високогірних чагарниках, на висоті від 1250 до 2000 м над рівнем моря. Ведуть риючий спосіб життя. Відкладають яйця.